# Grevillea albiflora
Grevillea albiflora là một loài thực vật có hoa trong họ Quắn hoa. Loài này được C.T.White miêu tả khoa học đầu tiên năm 1994.